# Fathers & Sons
Father & Sons (conocida en español como Marea alta o Padres e hijos) es una película dramática estrenada en 1992. Dirigida por Paul Mones, es protagonizada por Jeff Goldblum, Rory Cochrane, Rosanna Arquette, Famke Janssen y Natasha Gregson Wagner.

## Sinopsis
Max se mudó a una pequeña ciudad costera, después de la muerte de su mujer. Tiene problema con su rol de ser padre con Eddie. El joven por su parte se involucra en el mundo de las drogas, la promiscuidad sexual y violencia entre las bandas que se encuentran en la costa.
A costa de esto la relación entre padre e hijo cada vez se dificulta más, lo cual lleva a visitar Max a una Psíquica. Ella predice de forma espontánea que un asesino va atacar a su hijo en la playa una noche.
Para ello el padre tiene que involucrarse más en la vida de su hijo para poder impedir que el asesino mate a Eddie.

## Reparto
- Jeff Goldblum como Max.
- Rory Cochrane como Eddie.
- Rosanna Arquette como Miss Athena.
- Famke Janssen como Kyle Christian.
- Natasha Gregson Wagner como Lisa.
- Paul Hipp como Doogy.
- Michael Imperioli como Johnny.
- Ellen Greene como Judy.
- Samuel L. Jackson como Marshall.
- Erika Alexande como Venell.
- Rocky Carroll como Flo.
- Joie Lee como Lois.
- Mitchell Marchand como Smiley.
- Michael Disend como Shore Killer.